# Olivio Sozzi

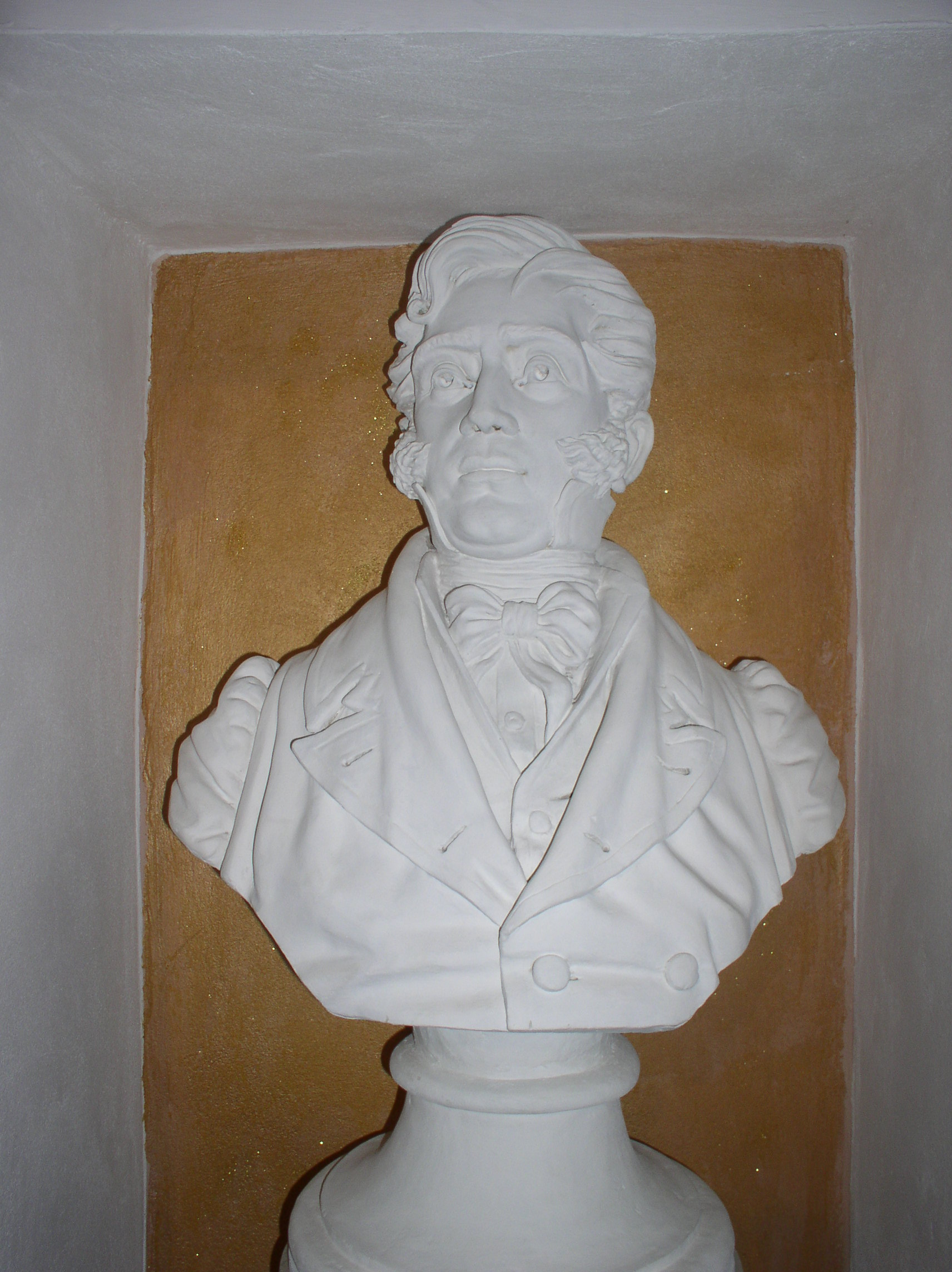
Büste von Olivio Sozzi

Olivio Sozzi (* 14. Oktober 1690 in Catania; † 31. Oktober 1765 in Ispica) war ein italienischer Maler von Tafelbildern und Fresken.

## Leben
In Palermo studierte er Kunst, vorwiegend Zeichnen. Dort heiratete er Caterina Cappello, deren reiche Mitgift ihm die Fortsetzung seines Studiums erlaubte. 1729 ging er nach Rom in die Werkstatt von Sebastiano Conca. Während seines Aufenthaltes in der Tiberstadt kam er in Berührung mit dem römischen Klassizismus, der sich als Gegenbewegung zum frivol empfundenen Rokoko entwickelt hatte und durch die Wiederentdeckung der römischen Antike eine klassisch ausgerichtete künstlerische Ästhetik ins Gespräch brachte. 1730 trat der neapolitanische Maler Corrado Giaquinto in den Werkstattbetrieb von Conca ein. Zwischen diesem bedeutenden Vertreter des italienischen Rokoko und Olivio Sozzi entwickelte sich eine freundschaftliche Beziehung, die ihren künstlerisch-stilistischen Ausdruck in der Übernahme Giacintos Formsprache fand, die er mit klassizistischen Elementen anreicherte.
Zurück in Palermo wurde sein Sohn Francesco Sozzi (1732–1795) geboren, der vom Vater ausgebildet, später ebenfalls Maler wurde.
1763 erhielt er von Francesco Saverio Statella den Auftrag, die Basilica di Santa Maria Maggiore in Ispica mit Fresken zu versehen. Mit diesem aus 26 Szenen bestehenden Fresko entstand eines der bedeutendsten Meisterwerke des 18. Jahrhunderts auf Sizilien.
Sozzi starb am 31. Oktober 1765 durch einen Sturz vom Gerüst, während er mit seinem Sohn Francesco und dem Schwiegersohn Vito D’Anna in der Santa Maria Maggiore von Ispica die Kapelle der Himmelfahrt mit Fresken versah. Die hohe Verehrung, die Sozzi genoss, führte dazu, dass er in jener Kapelle, in der er zu Tode kam, seine letzte Ruhe fand.
1908 wurde die Basilika aufgrund der Werke Sozzis zum Nationaldenkmal erhoben.
Sozzi war Lehrer von Fedele Tirrito.

## Werke
- Santa Maria dell’Ammiraglio Martorana (Palermo) Fresken im Innenatrium (1744)
- Chiesa dell’Immacolata Concezione a Porta Carini, (Palermo) Fresken (1738)
- Basilica di Santa Maria Maggiore (Ispica) Fresken 1763–1765
- Collegiata (Catania) Fresken
- San Francesco d’Assisi (Catania) Apsisfresko
- Santa Maria della Stella (Militello in Val di Catania) Altarbild Christi Geburt
- San Niccolo (Avola) Gemälde
- Santa Chiara (Catania) Gemälde Glückselige Maria
- San Filippo (Agira) Gemälde Santa Agata
- Santa Maria della Pieta (Palermo) zwei Gemälde: Madonna della Rosario und Heilige und Ordination der Dominikanerinnen

## Entwürfe
- Entwurfszeichnungen zum Zentralfresko der Basilica Santa Maria Maggiore (Ispica) mit Szenen aus dem Alten und Neuen Testament (Louvre, Paris)
- Entwurfszeichnung: Geburt der Maria für ein Altarbild der Kirche (S. Maria della Stella, Mitello in Val di Catania)